# HD 34445
HD 34445 — звезда в созвездии Орион. Находится на расстоянии около 148 световых лет от Солнца. Вокруг звезды обращается, как минимум, шесть планет.

## Характеристики
HD 34445 — звезда, сходящая с главной последовательности, жёлтый карлик, во многом напоминающий наше Солнце. Звезда имеет 7,31 видимую звёздную величину и отчётливо видна в бинокль. Впервые в астрономической литературе упоминается в каталоге Генри Дрейпера, изданном в начале XX века. Масса и радиус HD 34445 составляют 1,07 и 1,38 солнечных. Температура поверхности HD 34445 составляет около 5836 кельвинов. Светимость звезды превышает солнечную вдвое. Возраст HD 34445 оценивается приблизительно в 8,5 миллиардов лет. Она имеет слабую хромосферную активность, а химический состав менее богат на тяжёлые элементы, чем у Солнца. Полный оборот вокруг собственной оси звезда совершает за 22 суток.

## Планетная система
Начиная с 2000 года, за звездой систематически наблюдает Обсерватория Кека. 854 измерения в период с 2000 по 2009 г.г. позволили выявить планету-гигант — HD 34445 b. Её масса равна 60 % массы Юпитера; она обращается на расстоянии 2 а. е. от родительской звезды, совершая полный оборот за 1056 суток.
Дальнейшие наблюдения позволили открыть в 2017 году ещё пять планет. Их минимальные массы варьируются между 16,8 и 200 массами Земли. Авторы открытия предполагают, что возможные луны у планет HD 34445 b и HD 34445 f могут иметь жидкую воду на поверхности. Моделирование показало, что вся система из 6 планет динамически стабильная. Ниже приведена сводная таблица характеристик всех планет.